# T2 (Tanzania)
De T2 of Trunk Road 2 is een hoofdweg in Tanzania die loopt van Chalinze bij de stad Dar es Salaam via Moshi en Arusha naar de Keniaanse grens bij Namanga. In Kenia loopt de weg verder als A104 naar Nairobi. De T2 is ongeveer 650 kilometer lang.
Tussen Arusha en Kenia is de T2 onderdeel van de Trans-Afrikaanse weg 4, de internationale weg tussen Caïro in Egypte en Kaapstad in Zuid-Afrika.
T1 · 
T2 · 
T3 · 
T4 · 
T5 · 
T6 · 
T7 · 
T8 · 
T9 · 
T10 · 
T11 · 
T12 · 
T13 · 
T14 · 
T15 · 
T16 · 
T17 · 
T18 · 
T19 · 
T20 · 
T21 · 
T22 · 
T23